# Mgławica Carina
Mgławica Carina (również NGC 3372) – mgławica emisyjna i obszar H II w gwiazdozbiorze Kila. Znajduje się w ramieniu Strzelca w odległości około 7500 lat świetlnych. Jej rozmiary są szacowane na 260 lat świetlnych.
Carina jest jedną z największych i najjaśniejszych mgławic. Uwzględniając jej słabsze zewnętrzne filary, rozciąga się na 300 lat świetlnych. Pył i gaz mgławicy są rozgrzewane przez młode gwiazdy w centrum. Są to masywne gwiazdy typu widmowego O3, odkryte po raz pierwszy właśnie w tej mgławicy, a zarazem najbliższe Ziemi gwiazdy tego typu widmowego. Wewnątrz mgławicy są również trzy gwiazdy Wolfa-Rayeta o typie widmowym WN, które prawdopodobnie wyewoluowały z gwiazd typu O3 o bardzo dużych prędkościach wyrzucania masy.
Obserwacje w podczerwieni wykazały, że części mgławicy poruszają się w różnych kierunkach z prędkościami dochodzącymi do 230 km/s. Zderzenia obłoków molekularnych poruszających się z takimi prędkościami rozgrzewają je do wysokich temperatur, powodując emisję wysokoenergetycznego promieniowania rentgenowskiego. Prawdopodobnie ruch ten jest wywołany potężnymi wiatrami gwiazdowymi.
Odkryta w 1751 roku przez Nicolasa Louisa de Lacaille, który obserwował ją z Afryki Południowej.

## Eta Carinae
Jednym z najlepiej znanych szczegółów NGC 3372 jest błękitny nadolbrzym gwiazda Eta Carinae. Jest to centralna gwiazda jonizująca wielki obszar H II. Znajduje się ona we fragmencie mgławicy nazywanym Dziurką od Klucza. Jest około 100–150 masywniejsza od Słońca, osiągając jasność 5 milionów Słońc. Jej masa dochodzi do teoretycznych granic osiąganych przez gwiazdy. W ciągu 6 sekund emituje taką ilość energii, jaką Słońce w ciągu roku. Jej wiatr gwiazdowy wydmuchuje co roku masę równą masie Jowisza, 100 miliardów razy więcej niż Słońce. W przyszłości zakończy ona życie jako supernowa, prawdopodobnie niszcząc gwiazdy i planety w promieniu kilku tysięcy lat świetlnych.

## Gromady gwiazd
W pobliżu mgławicy znajduje się spora liczba gromad gwiazdowych. Większość jest prawdopodobnie obiektami pierwszego planu, leżącymi przed mgławicą. W samej mgławicy z całą pewnością znajdują się dwie gromady: Trumpler 14 i Trumpler 16. Gwiazda Eta Carinae należy do gromady Trumpler 16, nazywanej też Gromadą Eta Carinae.

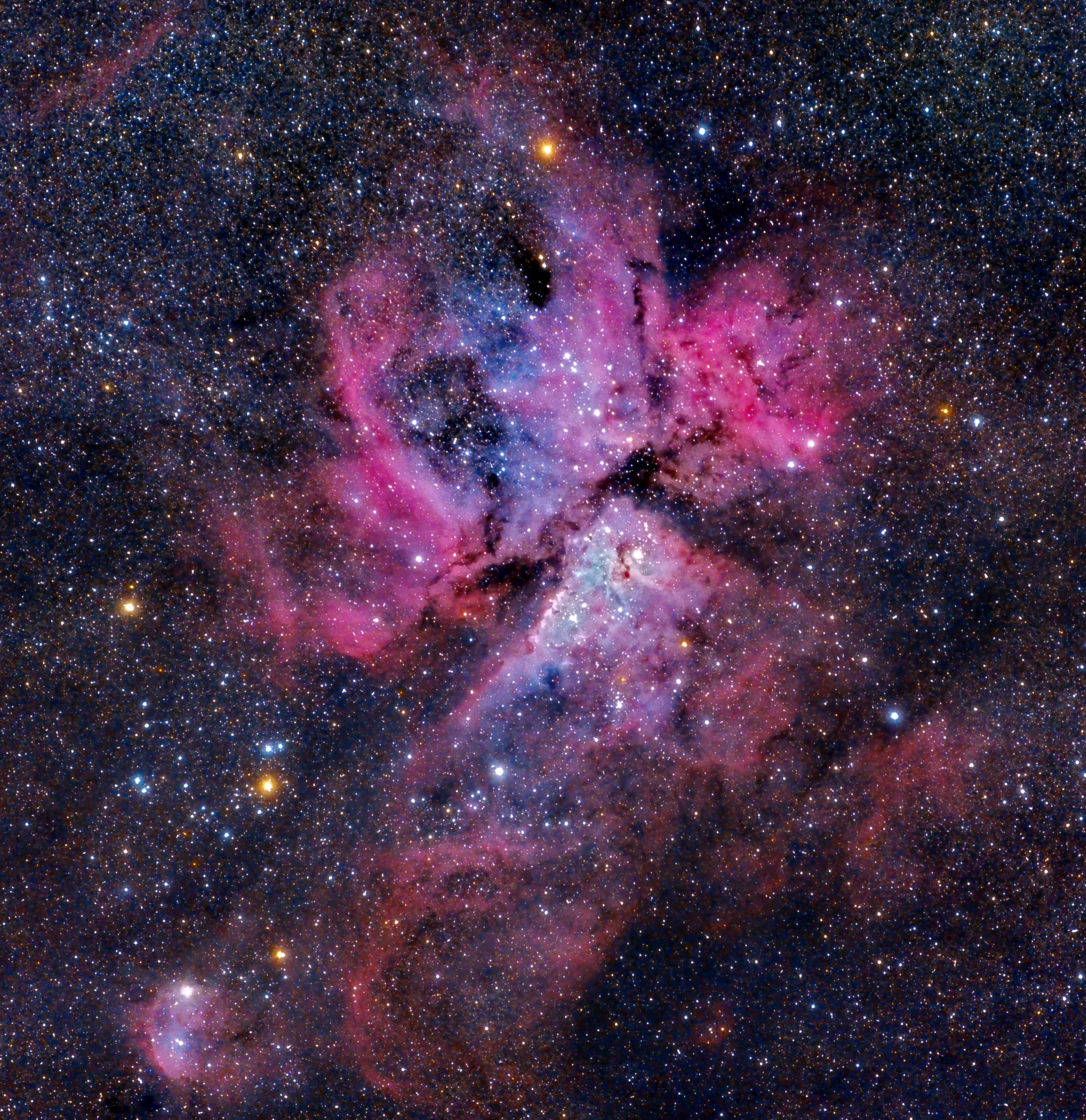
Mgławica Eta Carinae (OALM, Montevideo, Urugwaj)

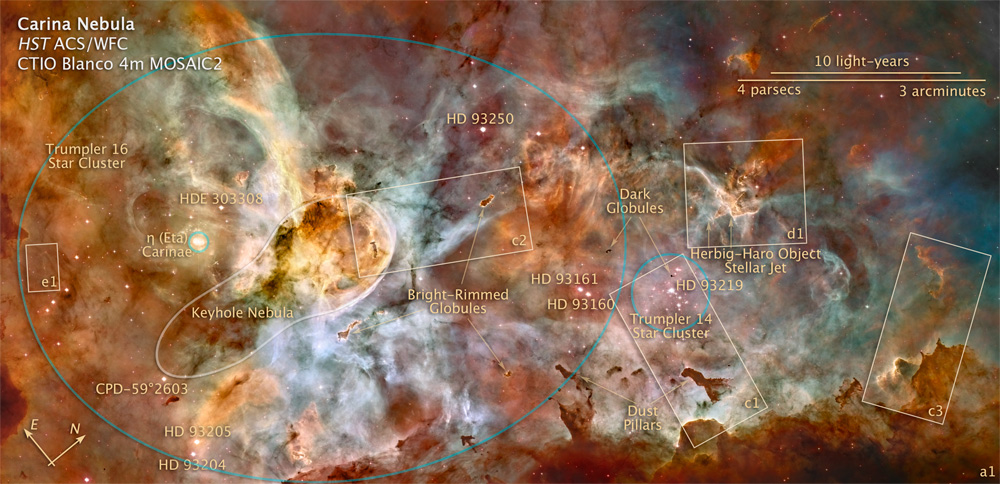
Obiekty astronomiczne w NGC 3372, zasięg gromad gwiazd zaznaczono błękitnymi owalami